# 事実行為
事実行為（じじつこうい）とは、私法上は、人の精神作用の表現に基づかないで法律効果を発生させる行為（意思表示を必要としない行為）である。行政法上は、行政機関の法律効果を有しない活動である。

## 私法
準法律行為の一つとされる。
- 加工
- 遺失物の拾得
- 住所の設定
- 事務管理
- 埋蔵物発見

## 行政法
- 公共事業
- 行政指導
- 違法な広告物の除去
- 違法デモの強制解散
- 人の収容
- 物の留置

行政不服審査法にいう「処分」には、公権力の行使に当たる事実上の行為で、人の収容、物の留置その他その内容が継続的性質を有する「事実行為」が含まれる（行政不服審査法2条）。